# José G. Martínez
José G. Martínez Lozano (Monterrey, Nuevo León, 5 de diciembre de 1900- 5 de abril de 1976) fue un médico y político mexicano, miembro fundador del Partido Acción Nacional (PAN).

## Biografía
José G. Martínez nació el 5 de diciembre de 1900 en Monterrey. Hijo de Gregorio D. Martínez, quien fuera médico y alcalde de Monterrey y Tomasa Lozano de Martínez. Fue el primer de seis hermanos. Se casó con Esperanza Sada, con quien tuvo un hijo, el pintor Pepe G. Martínez.
Cursó sus estudios preparatorios en el Colegio General del Estado de Nuevo León y los profesionales en la Facultad de Medicina de la Universidad Nacional Autónoma de México.

## Trayectoria profesional
José G. Martínez participó activamente en la fundación de la Delegación Monterrey de la Cruz Roja Mexicana. Formó parte del primer cuerpo de practicante del puesto de socorros que en el julio de 1937 se instaló en un local cedido por la Asociación de Médicos de N.L. en las calles Ruperto Martínez y Jiménez. Fue nombrado primer Director Médico. En 1965 con la fundación del nuevo hospital de emergencias ubicado en Ave. Alfonso Reyes (antes Universidad) y Henry Dunant (antes Canelo) en la colonia Del Prado, fue presidente del Consejo Local de Directores.[cita requerida]
José G. Martínez prestó atención profesional en las disciplinas ginecológicas y obstétricas en la Clínica y Maternidad "Conchita" fundada en 1937. La voluntad de compartir experiencias con otros profesionales, le llevaron a fundar la Sociedad de Ginecología y Obstetricia de Monterrey de la que fue su primer presidente. Aunque se conservan actas  desde 1934, la Sociedad quedó legalmente constituida en 1945. Como reconocimiento a su trayectoria fue designado miembro honorario de dicha Sociedad durante una ceremonia a la que asistió el también doctor Luis Castelazo Ayala, subdirector general médico del IMSS.
Fue miembro de múltiples sociedades científicas y participó en numerosas jornadas médicas organizadas por esas instituciones. Formó parte del Sindicato Neolonés de Médicos Cirujanos del cual fue secretario general. Posteriormente, cuando se constituyó el Colegio de Médicos Cirujanos de Nuevo León, A.C., ingresó en él. En 1943 fue uno de los socios fundadores de Enseñanza e Investigación Superior, A.C., una sociedad civil que patrocina y auspicia al Instituto Tecnológico y de Estudios Superiores de Monterrey. Ocupó el cargo de Presidente Honorario del Hospital José A. Muguerza, S.A., actualmente, Hospital Christus Muguerza.

## Actividad política
José G. Martínez formó parte del grupo de integrantes que en el septiembre de 1939 asistieron a la Asamblea Constitutiva del PAN en la Ciudad de México. José G. Martínez, Bernardo Elosúa Farías, Ovidio Elizondo, Antonio Aguirre Salas y Leonardo González Lozano fueron los representantes por Nuevo León. El Dr. Martínez fue uno de los fundadores de Acción Nacional en Nuevo León y fue nombrado Presidente del Comité regional durante la década de 1939 a 1949.
El PAN de Nuevo León creó la Fundación Bernardo Elosúa y José G. Martínez, A.C., en reconocimiento de José G. Martínez y de Bernardo Elosúa, con el objetivo de formar jóvenes con vocación política.